# غيل البردان
غيل البردان منطقة جغرافية تاريخية اشتهرت بوقوعها على طريق الحج بين صنعاء ومكة المكرمة.
يقع غيل البردان على الضفة الغربية من وادي شجع الذي يخترق أراضي سهل الحماد بمنطقة ظهران الجنوب٬ بالقرب من مسار طريق الحج اليمني الأعلى. ورد ذكر غيل البردان عند الشاعر أحمد بن عيسى الرداعي في أرجوزة الحج٬ ووصفه بغزارة مياهه٬ وبأنه منهل من مناهل طريق الحج اليمني الأعلى الذي يصل مدينة صنعاء بمكة المكرمة.
يشتمل الموقع حاليا على غيل بنبع مائي مستديم مكونًا مستنقعًا مائيًا دائم الجريان٬ وتحيط به كتل حجرية تتسم أسطحها بالنعومة٬ وبعض الأشجار دائمة الخضرة.